# AEA Cygnet
O Cygnet (ou Aerodrome #5) foi uma aeronave pioneira canadense extremamente heterodoxa, projetada por Alexander Graham Bell e construída pela equipe da "Aerial Experiment Association" (AEA) em 1907 tendo efetuado seu primeiro voo naquele mesmo ano.
O Cygnet era uma versão motorizada da pipa tetraédrica "Cygnet" projetada pelo Dr. Alexander Graham Bell em 1907; utilizava uma "asa" semelhante a uma parede composta por 3.393 células tetraédricas.

## Projeto e desenvolvimento
Os experimentos de Bell com pipas tetraédricas exploraram as vantagens de utilizar grandes bancos de células para criar um corpo de levantamento que conduz ao "Cygnet I". Em 6 de dezembro de 1907, Thomas Selfridge pilotou a pipa enquanto ela era rebocada no ar atrás de um barco a motor, eventualmente alcançando um altura de 168 pés (51 m). Este foi o primeiro vôo mais pesado que o ar registrado no Canadá. Embora comprovadamente capaz de voar como uma pipa de transporte de pessoas, parecia pouco promissor como uma direção para a pesquisa de vôo motorizado. Era difícil de controlar e na verdade foi destruído quando atingiu a água no final do voo.
No ano seguinte, uma cópia menor do projeto foi construída como "Cygnet II", agora equipado com um trem de pouso com rodas e um motor Curtiss V-8.

## Histórico operacional
As tentativas de voar o "Cygnet II" em Baddeck, Nova Escócia, entre 22 e 24 de fevereiro de 1909, fracassaram. Quando o AEA Silver Dart estava pronto para o teste de vôo, o motor foi removido do "Cygnet II" e, em seguida, devolvido. Reconstruído novamente como o "Cygnet III" com um motor Gnome Gamma mais potente de 70 HP, seu vôo final foi em 19 de março de 1912, no lago Bras d'Or, na Nova Escócia, pilotado por John McCurdy. Os resultados foram altamente insatisfatórios com o "Cygnet III" apenas capaz de se levantar do chão por um ou dois pés, normalmente considerado como permanecendo no efeito solo. Depois de um teste final em 17 de março, o banco de células tetraédricas falhou estruturalmente, deixando a aeronave irreparavelmente danificada. O Cygnet II e III foram abandonados após esta tentativa de vôo.

## Especificações (Cygnet III)
Descrições gerais
- Tripulação: 1 piloto
- Envergadura: 8,03 m (26 ft)

Motorização
- Número de motores: 1x
- Tipo do motor: Motor Gnome Gamma de pistão rotativo 7 cilindros resfriado a ar
- Potência por motor: 70 hp (52,2 kW)
- Descrição do propulsor/hélice: 1 hélice de duas pás